# Два наследства
"Два наследства, или Дон-Кихот" (фр. Les Deux Héritages, ou, Don Quichotte) — пьеса Проспера Мериме, опубликованная 1-го июля 1850 года в Revue des deux mondes. Перевод на русский язык выполнил Михаил Яснов.

## Сюжет
После тринадцати лет, проведенных в Алжире, полковник Жорж Саквиль, только что унаследовавший огромное состояние от своей кузины, возвращается в Париж, чтобы увидеться со своим племянником, Луи. Молодой человек тщеславен, продажен, карьерист, оппортунист; он держит у себя жадную, хотя и обаятельную и не лишенную достоинства актрису, Клеманс, одновременно добиваясь избрания депутатом Морле, несмотря на возраст чуть меньше 30 лет (избираться можно только с 30). Луи должен жениться на Жюли, дочери маркизы Монришар, на которой Саквиль — это и было причиной его отъезда на Восток — не смог жениться. Хотя маркиза недавно овдовела, что возрождает надежды Саквиля, она окружила себя господином Севеном, своего рода Тартюфом, духовным наставником, который подталкивает ее к очень строгим моральным нормам и который также запрещает ей второй брак.
Жюли влюбляется в Саквиля и разрывает помолвку с Луи. Полковник огорчен тем, что маркиза не хочет выходить за него, и собирается уезжать. В день его отъезда, Жюли делает ему признание и сразу же убегает. Об этом узнает ее мать и приходит вместе с Севеном требовать отбытия Саквиля из Парижа.
Про Луи распространяются слухи, что он подкупает выборщиков, а также раскрывается попытка обхода возрастного ценза выборов. Затем полковник ссорится с племянником, но после этого к ним входит Клеманс и сообщает, что ей оставили в наследство 999,500 франков. Саквиль уезжает, и у Луи остается только Клеманс, с которой он поедет путешествовать в Италию.